# Masaki Noke
Det här är en artikel om en person med japanskt personnamn; Noke är familjenamnet.
Masaki Noke (japanska: 能化正樹?, Nōke Masaki), född 9 oktober 1959 i Hyōgo prefektur, är en japansk diplomat. Han var mellan 15 november 2021 och 12 oktober 2024 Japans ambassadör i Sverige. Tidigare var han Japans ambassadör i Egypten mellan 2018 och 2021. Hans uppdrag som ambassadör i Sverige avslutas 2024. Vid en avskedsaudiens hos Kung Carl XVI Gustaf fick han motta insignierna för kommendör med stora korset av Nordstjärneorden.
Masaki Noke studerade juridik vid Tokyos universitet och tog examen 1982. Han började arbeta för det japanska utrikesministeriet. Han utsågs 2006 till minister vid japanska ambassaden i Paris. Mellan 2009 och 2010 var han Japans ambassadör till Djibouti. Därefter hade han olika interna tjänster i utrikesministeriet innan han 2018 utsågs till ambassadör till Egypten och 2021 till ambassadör till Sverige.